# لارسن أند توبرو
لارسن أند توبرو المحدودة، المعروفة إختصاراً باسم (L&T)، هي مجموعة شركات هندسية للتكنولوجيا والهندسة والبناء والتصنيع والخدمات المالية، مع عمليات عالمية، ويقع مقرها في مدينة مومباي، في ولاية ماهاراشترا، بالتحديد في الهند.
أسسها مهندسان دنماركيان لجأوا إلى الهند. وللشركة مصالح تجارية في الهندسة الأساسية والثقيلة والبناء والعقارات وتصنيع السلع الرأسمالية وتكنولوجيا المعلومات، والخدمات المالية. اعتبارًا من 31 مارس عام 2019، تضم المجموعة 118 شركة تابعة، و6 شركات زميلة، و25 مشروعًا مشتركًا و35 شركة عمليات مشتركة.